# ميخائيل بوريس
ميخائيل بوريس هو مدرب كرة قدم ولاعب كرة قدم ألماني في مركز حراسة المرمى، ولد في 3 يونيو 1975، في بوتروب في ألمانيا. لعب مع نادي هسن كاسل.

## وصلات خارجية
- ميخائيل بوريس على موقع قاعدة بيانات كرة القدم.إي يو (الإنجليزية)
- ميخائيل بوريس على موقع بيانات كرة القدم. دي إي (الألمانية)
- ميخائيل بوريس على موقع Soccerway.com (الإنجليزية)
- ميخائيل بوريس على موقع عالم كرة القدم.نت (الإنجليزية)